# William Nicholson (artista)
William Newzam Prior Nicholson, noto semplicemente come William Nicholson (Nottinghamshire, 5 febbraio 1872 – Oxfordshire, 16 maggio 1949), è stato un pittore britannico.
Nicholson è noto soprattutto nel campo dell'incisione, della xilografia e della produzione di locandine, ma ha realizzato anche molti paesaggi, nature morte e ritratti.

## Biografia

### Giovinezza e formazione
Il padre, che si chiamava anche lui William Newzam Nicholson, fu membro del parlamento britannico e titolare di una ditta per la lavorazione del ferro.. Questo rese la vita di Williamo Nicholson molto agiata.
L'infanzia di William si caratterizzò per un forte interesse nel campo artistico: a scuola il bambino si impegnò solamente nella pittura e nel disegno, lasciando da parte le altre materie. Nella prima scuola da lui frequentata entrò in buoni rapporti con il maestro di disegno, William H. Cubley (allievo di William Beechey, a sua volta allievo di Joshua Reynolds). Cubley insegnò a Nicholson i metodi tradizionali della pittura a olio e successivamente convinse il padre a fare proseguire negli studi il giovane artista.
All'età di 16 anni William Nicholson venne quindi mandato alla scuola d'arte di Herkomer a Bushey,  dove conobbe anche la sua futura moglie Mable Pryde. Non ricavò però tanto profitto dagli insegnamenti, dato che venne espulso per il modo in cui aveva scelto di posizionare la modella per il disegno dal vero, ovvero con un ombrello aperto dietro la testa.
Ciò creò sfiducia da parte del padre riguardo alla strada presa dal figlio. La fiducia però fu recuperata anche grazie a un ritratto che William fece alla madre, e il padre accettò di mandare il figlio alla Académie Julian di Parigi.
Qui William Nicholson rimase per un periodo abbastanza breve e poco significativo, passato soprattutto (nella sua solitudine) a riprodurre un'opera dell'artista da lui più apprezzato, ovvero Diego Velázquez.

### Maturità
Dopo il ritorno da Parigi, William perseguì il corteggiamento di Mable Pryde, la ragazza che aveva incontrato alla scuola d'arte di Herkomer. Questo, data la disapprovazione da parte di entrambe le famiglie, portò a un matrimonio clandestino il 25 aprile 1893.
Dal matrimonio nacque anche quasi immediatamente una stretta collaborazione tra l'artista e il fratello della sposa, James Pryde. Dopo il matrimonio James fece infatti visita a sua sorella e il suo cognato con l'intento di trattenersi due settimane, ma in realtà rimase due anni. La collaborazione artistica tra William Nicholson e James Pryde, condotta sotto il nome J&W Beggarstaff, continuò complessivamente per sei anni, concludendosi nel 1899. Nei primi due anni della collaborazione i due produssero 22 locandine, anche se molte non vennero pubblicate. Realizzarono inoltre incisioni e xilografie. Si attribuisce a Pryde l'ideazione dei lavori, mentre la loro esecuzione è attribuita a Nicholson.
Da qui in poi Nicholson iniziò a mostrare le sue xilografie in mostre in tutta l'Inghilterra acquistando una fama crescente. Questo riconoscimento lo portò a entrare nel campo della ritrattistica, molto richiesta e capace di garantire buoni guadagni. Ciò gli permise anche di ottenere commissioni negli Stati Uniti, paese che visitò per la prima volta nel 1900 e a cui fece ritorno diverse volte in seguito per eseguire i ritratti di personaggi delle classi alte americane. Da questo periodo accettò un certo numero di commissioni di ritratti all’anno. Sempre nel 1900, presentò alcune opere alla Esposizione di Parigi.
Dal primo Novecento fu un artista noto e girò l'Europa e il resto del mondo non solo per eseguire commissioni ma anche per presentare esposizioni dedicate, per la maggior parte, solo alla sua opera.
Verso la fine della prima guerra mondiale William Nicholson si trasferì a Londra, dove rimase per altri 25 anni circa. La moglie, da cui aveva avuto quattro figli, morì di febbre spagnola nel 1918. Successivamente Nicholson si risposò con Edith Stuart Wortley, vedova di guerra, da cui ebbe un'altra figlia. Si dedicò poi per il resto della vita alla produzione artistica, data la grande richiesta di commissioni sia in Inghilterra che all'estero.
Negli anni venti del Novecento Nicholson lavorò anche su alcuni libri per bambini, come illustratore per i racconti di Robert Graves. Ma tese a spostarsi dal lavoro grafico alla rappresentazione della natura, con numerosi paesaggi e nature morte che ebbe la possibilità di esibire per tutto il paese.
Nel 1928 vinse una medaglia d'oro alle Olimpiadi di Amsterdam in una competizione d'arte la raccolta di xilografie Un almanach de douze sports ('Un almanacco di dodici sport').

### Ultimi anni
Negli anni trenta del Novecento William entrò in legame con Winston Churchill, anch'egli appassionato di pittura. Nicholson fece da insegnante a Churchill e nell'estate del 1935 i due passarono del tempo insieme a dipingere diversi paesaggi come si vede nel dipinto The Bathing Pool at Chartwell di William Nicholson e nella rappresentazione dello stesso paesaggio eseguita da Churchill.
Durante la loro conoscenza William ritrasse Churchill insieme alla moglie Clementine e realizzò diversi schizzi del politico. Ciò mostra non solo le grandi capacità artistiche di Nicholson ma anche la forte importanza e influenza che ebbe durante la sua vita.
Durante la seconda guerra mondiale visitò varie zone della campagna inglese.
Nel 1947, a seguito di un ictus, subì una perdita delle capacità mentali che lo portò a indebolirsi fino a morire il 16 maggio 1949.
La sua vita è ben documentata, dato il numero elevato di lettere scambiate con i componenti della sua famiglia, gli amici e i committenti.

## Attività artistica

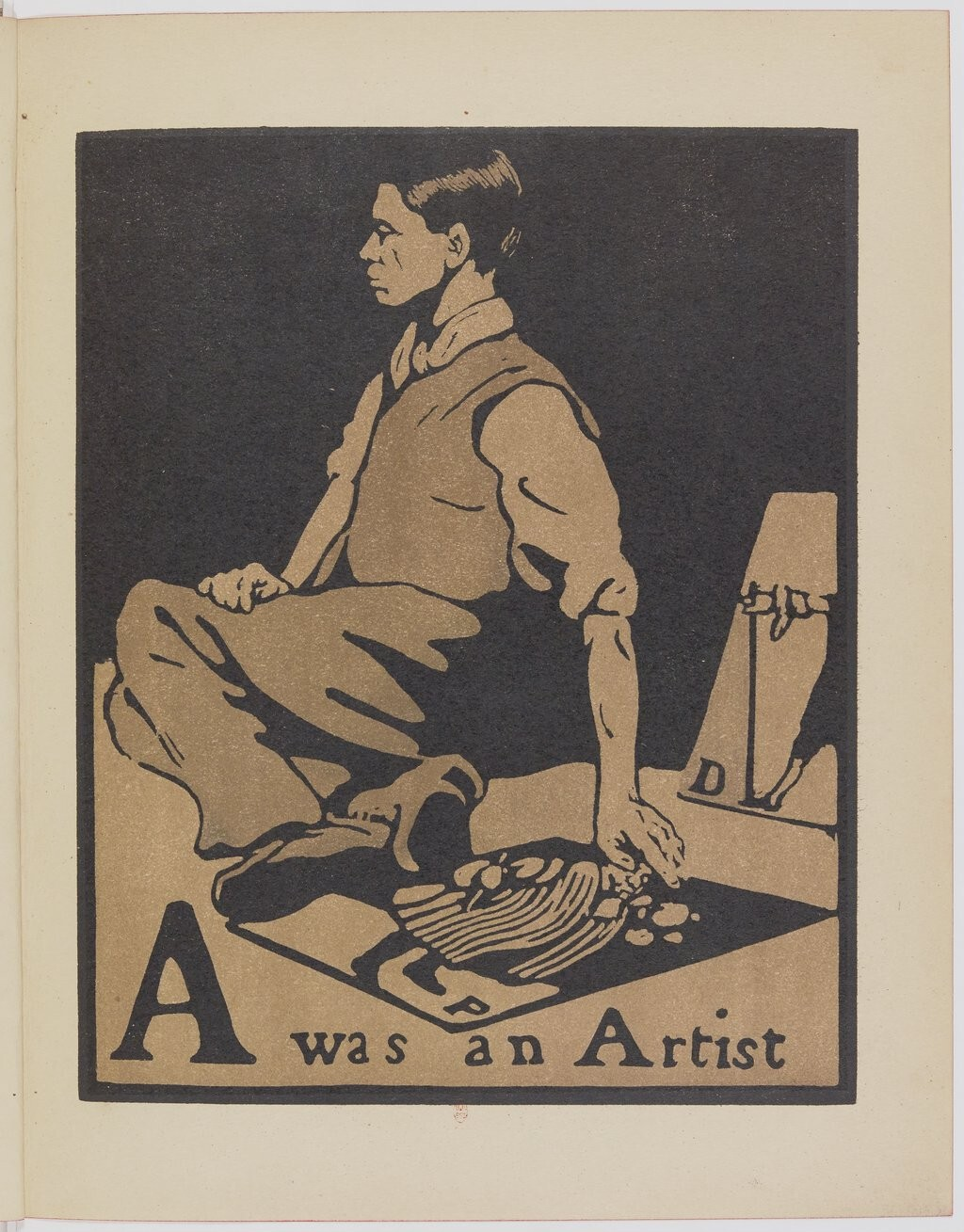
A era un Artista - An Alphabet di William Nicholson (1899)

L'attività artistica professionale di Nicholson iniziò poco dopo il matrimonio e fu motivata dall'associazione tra l'artista e il cognato James Pryce, ma anche da fattori economici.
Nel 1896, due anni dopo l'inizio dell'attività con il nome J&W Beggerstaff, Nicholson e Pryde ricevettero dall'editore William Heinemann una commissione particolarmente importante, in quanto fu quella che procurò loro il maggiore riconoscimento: la serie An Alphabet. Questa serie consisteva in 26 xilografie promosse per il forte interesse da parte del committente verso la tradizione giapponese dell'incisione su legno, poco apprezzata in Europa. Molti riconoscono la somiglianza tra le persone raffigurate nelle prime due lettere e i due cognati: nella A per Artist si vede un uomo che lavora su incisioni di altre lettere dell'alfabeto, associato a William; nella B per Beggar (mendicante) si vede un uomo poveramente vestito che porge il cappello chiedendo l'elemosina, associato a James. Grazie al successo di questo lavoro Heinemann pubblicò nei successivi cinque anni oltre cento xilografie che acquisirono una fama sempre maggiore. Un esempio noto è la xilografia che mostra la Regina Vittoria insieme a un suo cane per l'inaugurazione del suo giubileo (1897).
J&W Beggerstaff collaborò anche alla produzione di locandine per la pubblicità e la produzione teatrale. I maggiori esempi per le locandine teatrali riguardano l'Amleto di Shakespeare (1894), Cenerentola (1895) e Don Chisciotte (1895). Esempi di locandine pubblicitarie riguardano la Harper's Magazine (1895) e l'azienda produttrice di cioccolato Rowntree Mackintosh (1896).
Un aspetto importante della attività artistica di Nicholson fu la ritrattistica. Dato che fu la sua fonte di guadagno maggiore, accettò un certo numero di ritratti all'anno. I soggetti furono principalmente benestanti, nobili, borghesi o persone di fama, con poche rappresentazioni di persone comuni e di ceti più bassi. Questi dipinti rappresentano la ricchezza e l'importanza dei soggetti raffigurati attraverso gli indumenti ma anche attraverso lo scenario in cui posano: ne sono esempi il ritratto di Florence, Lady Phillips (1912), Le Déjeuner de Marie (1911) oppure Gertrude Jekyll (1920). Soggetti più tipici del tempo sono presentati in opere come The landlord (1902), che ritrae Tom Jordan, proprietario di un locale.
William produsse anche una serie di autoritratti con la xilografia e pittura ad olio. Ma si fece anche ritrarre, ad esempio da Augustus John nel 1909 in un dipinto a olio e fu fotografato nel 1912 da Arbuthnot.
La produzione più personale si rispecchia nei paesaggi e nelle nature morte, per la maggior parte non commissionate, ma nate da un istinto creativo dell'artista. In queste spicca la vera capacità artistica di William che mostrò fortemente la sua passione per esempio nei dipinti The Lustre Bowl with Green Peas (1911) e Water Jug and Pears (1930 circa) e nei paesaggi White Cliffs (1910) e Judd's Farm (1912)

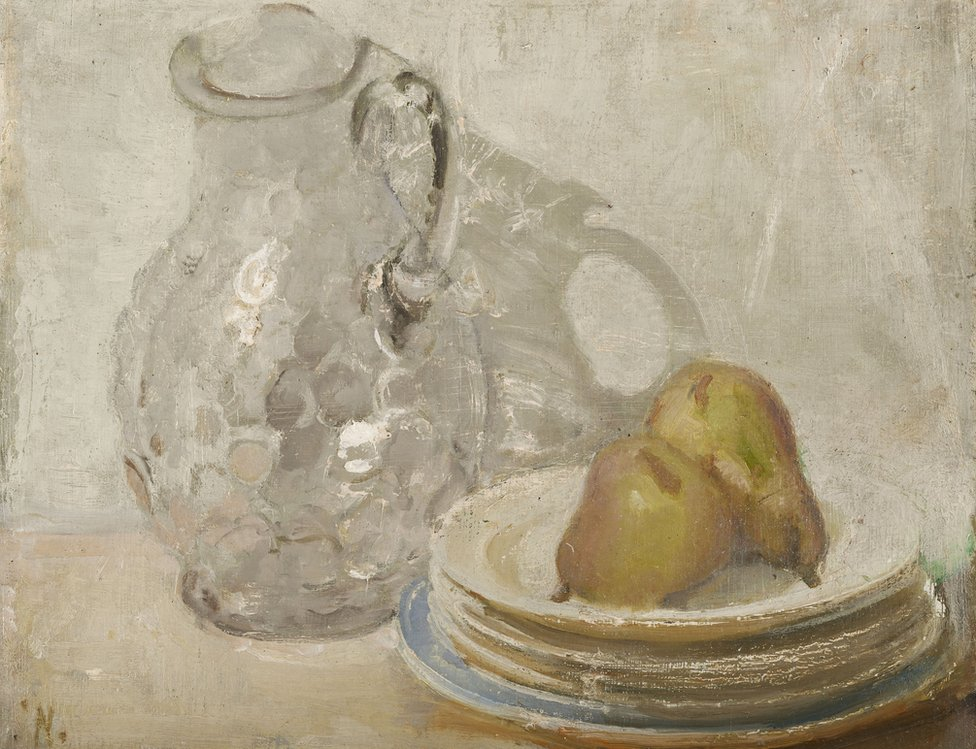
William Nicholson - Still Life with Water Jug and Pears

### Stile pittorico
Lo stile di William Nicholson è tradizionale e classico con l'uso prevalente della pittura a olio. Ha però anche un aspetto innovativo e moderno nell'uso dell'incisione e della xilografia che l'artista arricchì con colori ispirandosi alla tradizione giapponese. Le sue xilografie consistono in forme e rappresentazioni semplificate dei soggetti, dove si vede un grande utilizzo del colore nero (che l'artista stesso reputava di vitale importanza) per marcare il contrasto con il bianco e il tocco di colore che veniva aggiunto alla fine a mano. La sua tecnica incisiva rimase legata fortemente alla tradizione classica e originaria della tecnica di incisione a rilievo.
La pittura a olio veniva usata da Nicholson per ritratti, paesaggi e nature morte.
Nei paesaggi la luce tende sempre ad ammorbidire le forme creando un effetto mite, dato dalle pennellate piccole e specifiche.
Le nature morte sono rese con prospettive e giochi di luce che favoriscono una profondità e realismo vivido; le composizioni spiccano per naturalismo e quotidianità. Dunque si ha uno stile disciplinato e amplificato dalle capacità artistiche e dalla conoscenza dell'artista, che ha esplicitamente dichiarato: «Painting isn't only sight, it's knowledge. In addition it's capacity to remember» ('La pittura non è solo visione, è conoscenza. Inoltre, è capacità di ricordare.').
In generale, Nicholson che riempì le sue opere di oggetti e soggetti tangibili, non si trasportò nel passato e non si proiettò nel futuro, ma rappresentò il suo presente in maniera viva.

### Soggetti
I soggetti di Nicholson variarono nel corso del tempo. La parte più importante della sua produzione furono i ritratti, che però furono eseguiti più per ragioni economiche che per gusto personale.
Col passare del tempo si inizia a vedere la passione dell'artista per i paesaggi e le nature morte.
I paesaggi rappresentano prevalentemente viste panoramiche della campagna inglese, delle sue colline, della sua vegetazione e degli animali. Si trova però anche la rappresentazione della vita quotidiana attraverso la ripresa di ambienti cittadini, con abitazioni, strade e strutture architettoniche.
Le nature morte invece presentano una grande varietà di soggetti. Le composizioni consistono in oggettistica per la casa, fiori, prodotti alimentari ma anche indumenti come scarpe che vengono inseriti in ambienti casalinghi mostrando la spontaneità e genuinità dell'artista.